# Grand’Landes
Grand’Landes település Franciaországban, Vendée megyében. Lakosainak száma 725 fő (2022. január 1.). Grand’Landes Legé, Touvois, Falleron, Saint-Étienne-du-Bois és Saint-Paul-Mont-Penit községekkel határos.

## Népesség
A település népességének változása:
| Lakosok száma | 605  | 653  | 667  | 670  | 681  | 692  | 700  | 721  | 725  |
|               | 2013 | 2015 | 2016 | 2017 | 2018 | 2019 | 2020 | 2021 | 2022 |